# 聚和國際
聚和國際（英語：Hopax，臺證所：6509）股份有限公司，1975年創立於台灣高雄縣大寮鄉，創辦人為郭聰田，主要業務為特用化學品、精密化學品及自黏性可再貼便條紙之製造與銷售。其產品有N次貼等。

## 歷史
創辦人郭聰田，畢業於台灣大學化工系。1974年取得美國密蘇里大學化工博士學位，回台灣後，經其同學黃宗仁介紹，進入永豐餘集團工作。1975年離職，創辦聚和化學工業公司。最早以造紙產業的特用化學品為主要產品。1987年開發出新型乳膠，用於製造便利貼，以N次貼為品牌名稱。1994年，美國3M公司以侵犯便利貼專利為由，在美國法院發起專利訴訟。
1997年，改名聚和國際。

## 集團公司
集團所屬的子公司有聚和生技、聚天生醫等。

## 外部連結
- 聚和國際官方網站